# Schefflera kollmannii
Schefflera kollmannii är en araliaväxtart som beskrevs av Pedro Fiaschi. Schefflera kollmannii ingår i släktet Schefflera och familjen araliaväxter. Inga underarter finns listade.